# Hajle Gebrselasije
Hajle Gebrselasije (Haile Gebrselassie) (amharsko ኃይሌ ገብረ ሥላሴ), etiopski atlet, * 18. april 1973.
Sodeloval je na atletskem delu poletnih olimpijskih igrah leta 1996, leta 2000 in leta 2004. Na igrah leta 2008 v Pekingu se je odpovedal nastopu na maratonu zaradi težav z dihanjem in onesnaženega zraka v mestu, tekmoval je le v polmaratonu. S časom dve uri, tri minute in 59 sekund, ki ga je postavil na berlinskem maratonu 28. septembra 2008, je svetovni rekorder v maratonu.
Novembra 2010 je oznanil, da zaključuje športno kariero, po tistem ko je na newyorškem maratonu odstopil zaradi poškodbe.